# Clistopyga calixtoi
Clistopyga calixtoi là một loài tò vò trong họ Ichneumonidae.